# Polotěžká voda
Polotěžká voda (vzorec HDO) je izotopolog vody, kdy je jeden z vodíku nahrazen deuteriem (tedy vodíkem-2). Jedná se o sloučeninu, která se přirozeně vyskytuje v přírodě.

## Izotopology
Základní látkou, od které je odvozeno velké množství izotopologů, je voda se vzorcem H2O (někdy nazývána jako lehká voda). Náhradou jednoho z vodíku deuteriem vzniká polotěžká voda HDO, v případě náhrady obou vodíků těžká voda D2O. Nahrazením vodíků tritiem dochází ke vzniku tritové vody T2O (případně HTO). Existuje ještě sloučenina DTO, která zatím není česky pojmenována. Skupina dalších izotopologů vzniká v případě náhrady kyslíku-16 za kyslík-17 nebo 18, které rovněž nemají česká pojmenování.

## Výskyt v přírodě
Polotěžká voda se vyskytuje běžně v přírodě, a to díky přirozenému výskytu deuteria (jako izotopu vodíku), který vodík v molekule vody H2O nahrazuje. Jedna molekula polotěžké vody tak připadá na 3200 molekul lehké vody (tedy H2O). V tropech je však poměr nižší. Polotěžká voda se vyskytuje i na Marsu.

## Výroba
Polotěžkou vodu (stejně jako těžkou voda) lze vyrábět elektrolýzou vody, neboť vazba deuterium-kyslík je silnější než vodík-kyslík a elektrolýzou tak dochází nejdříve k rozrušení vazeb v H2O. Vzniká tak stále koncentrovanější roztok D2O a HDO.

## Použití
Polotěžká voda se používá k analýze cirkulace vody v životním prostředí, neboť molekuly jsou díky deuteriu lehce identifikovatelné. Je taktéž zkoumána z hlediska potenciálního využití jako chladicího média v jaderných elektrárnách.